# Crosswood Reservoir
Das Crosswood Reservoir ist ein Stausee in Schottland. An der Westseite schließt der See mit einem Erdwall ab. Der von Scottish Water betriebene Stausee dient der Trinkwasserversorgung.

## Geographie
Der etwa 640 m lange und maximal 420 m breite See liegt im Südosten der Council Area West Lothian an der Westflanke des zu den Pentland Hills gehörenden Torweaving Hill. Er nimmt eine Fläche von 29 Hektar ein. Rund acht Kilometer nördlich befindet sich die Kleinstadt Livingston. Mit dem Harperrig Reservoir und dem Cobbinshaw Reservoir befinden sich zwei weitere Stauseen in der unmittelbaren Umgebung.
Der See staut das Wasser des an den Hängen des Craigengar entspringenden Crosswood Burns. Der an der Westseite abfließende Crosswood Burn vereint sich nach wenigen Kilometern zum Camilty Burn, der schließlich in das Linhouse Water entwässert. Das Linhouse Water zählt zu den wesentlichen Zuflüssen des Almond, der in den Firth of Forth mündet.

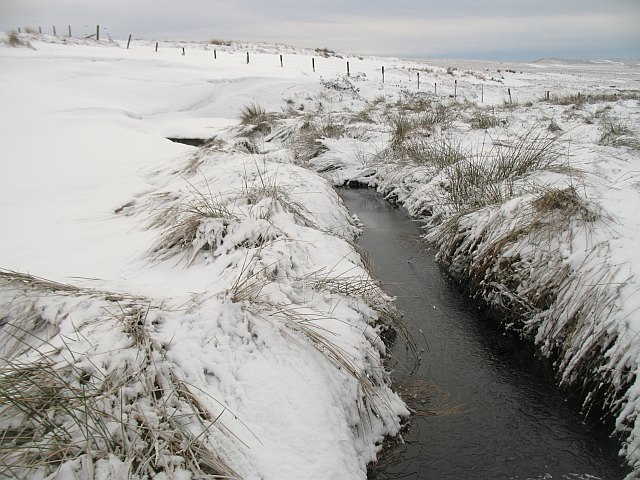
Der zufließende Crosswood Burn
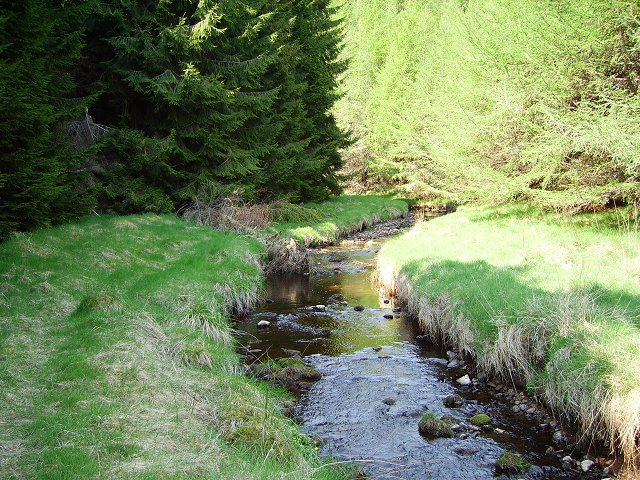
Der Crosswood Burn unterhalb des Stausees